# Hamatastus
Hamatastus is een kevergeslacht uit de familie van de boktorren (Cerambycidae). De wetenschappelijke naam van het geslacht werd voor het eerst geldig gepubliceerd in 1957 door Gilmour.

## Soorten
Hamatastus omvat de volgende soorten:
- Hamatastus conspectus Monné, 1985
- Hamatastus excelsus Monné, 1978
- Hamatastus fasciatus Gilmour, 1957
- Hamatastus lemniscatus Monné, 1985
- Hamatastus simillimus Monné, 1990